# موسى محي الدين
موسى بن شريف بن محمد آل محي الدين العاملي (1801 - 1864) (1216 - 1281 هـ) فقيه شيعي وشاعر عراقي. ولد في النجف ونشأ فيها وعاصر عددًا من كبار علمائها وأعلام الأدب فيها، واتصل بزعماء الدين في عصره، فأحلوه المقام الأسمى. تميّز بعلمه وفضله وشاعريته. له ديوان شعر متنوّع الأغراض والمناسبات. وله تخميس قصيدة ابن دريد مصوّرة عن مخطوط في مكتبة المجمع العلمي العراقي. 

## سيرته
ولد موسى بن شريف بن محمد بن يوسف بن أبي جامع العاملي في مدينة النجف سنة 1216 هـ/ 1801 م ونشأ فيها. تلقى علومه عن أعلام أسرته من شعراء، منهم عبد الرازق محيي الدين.

عاش حياة العلماء وكبار الشعراء، فلم تذكر المصادر قيامه بوظيفة معينة. مدحه من أعلام الشعر في زمنه: عباس الملا، وعلي البغدادي، وعبد الباقي العمري. ورثاه الشاعر صالح القزويني. 

توفي في النجف سنة 1864 م/ 1281 هـ.

## شعره
ذكره عبد العزيز البابطين في معجمه وقال «نظم في الأغراض المألوفة من مدح ورثاء وتهنئة، كما شطّر وعارض بعض القصائد. بدأ مدائحه ومرثياته بالمقدمات التقليدية، ونزع في بعضها إلى الحكمة. أفاد من موروث الشعر العربي القديم. خمّس مقصورة ابن دريد وغيّر مدح ابن ميكال إلى مدح آل البيت. جلّ قصائده بدأها بالتصريع. لغته قوية جزلة، ومعانيه واضحة، وسبكه حسن متين، وبلاغته تجمع بين البديع والبيان. مدائحه ومراثيه في شيوخ العلم والأئمة، وتهانيه في المناسبات السعيدة لأبناء هؤلاء الشيوخ الذين استحقوا ولاءه.»

## مؤلفاته
له قصائد وردت ضمن كتاب شعراء الغري، وله ديوان مخطوط في مكتبة محمد علي اليعقوبي (بخط محمد السماوي)، ومنه نسخة محفوظة في خزانة المجمع العلمي العراقي برقم 723/ م، وله تخميس لمقصورة ابن دريد، وجعلها في مدح الإمامين: الحسن والحسين.